# Elaphoglossum steyermarkii
Elaphoglossum steyermarkii är en träjonväxtart som beskrevs av John T. Mickel. Elaphoglossum steyermarkii ingår i släktet Elaphoglossum och familjen Dryopteridaceae. Inga underarter finns listade.